# King Records (États-Unis)
Pour les articles homonymes, voir King Records.
King Records est un label discographique indépendant américain, anciennement basé à Cincinnati, dans l'Ohio, actif entre 1944 et 1974.

## Histoire
D'abord spécialisée dans la musique country (le hillbilly boogie), la firme s'est rapidement tournée vers le rhythm and blues. Nathan crée ensuite les sous-labels Queen et Federal. Il rachète les compagnies De Luxe et Bethlehem Records. Au décès Syd Nathan en 1968, la société est vendue à Starday Records et devient Starday and King Records. Elle est reprise en 1970 par le célèbre duo d'auteurs compositeurs Jerry Leiber et Mike Stoller, qui la revendirent presque aussitôt à Lin Broadcasting qui la transféra immédiatement à Gusto Records.
Dans les années 1950, King distribue des phonographes portables. King Records est unique parmi les labels indépendants car l'ensemble du processus de production est réalisé en interne : enregistrement, mastering, impression, pressage et expédition. Nathan disposait ainsi d'un contrôle total, et un disque pouvait être enregistré un jour et expédié aux stations de radio le lendemain en quantités aussi faibles que 50. C'est pourquoi les disques de King qui ne se sont pas bien vendus sont aujourd'hui rares.
Seymour Stein, cofondateur de Sire Records, fait un stage chez King Records lorsqu'il était lycéen en 1957 et 1958 et a travaillé pour King de 1961 à 1963.
À la mort de Nathan en 1968, King est racheté par Starday Records de Hal Neely et redémarre sous le nom de Starday and King Records. L'équipe d'auteurs-compositeurs Jerry Leiber et Mike Stoller achète le label en 1970, mais le vend peu après à LIN Broadcasting, qui le vend à son tour à Tennessee Recording and Publishing (propriété de Freddy Bienstock, Hal Neely, Leiber et Stoller), qui le vend à Gusto Records en 1974. En 1971, le contrat d'enregistrement et le catalogue de James Brown ont été vendus à Polydor Records. Depuis 2001, Collectables Records réédite le catalogue de King Records.
L'ancien siège de King Records, situé au 1540 Brewster Avenue à Cincinnati, existe toujours. En 2008, le Rock and Roll Hall of Fame y a placé un marqueur historique,. La ville de Cincinnati, qui en est désormais propriétaire, a approuvé la formation du King Records Legacy Committee, qui travaille à la revitalisation du site historique et à l'explication de son histoire.

## Catalogue
Le label produit notamment : James Brown, Nina Simone, Wynonie Harris, The Delmore Brothers, Hal Singer, Roy Brown, Hank Ballard, The Dominoes, Hardrock Gunter, Stick McGhee, Little Willie John, Ivory Joe Hunter, Johnny « Guitar » Watson, Grandpa Jones, Annisteen Allen, Ralph Willis